# سهووالا
سهووالا (به انگلیسی: Sahowala) یک منطقهٔ مسکونی در پاکستان است که در ناحیه سیالکوت واقع شده‌است. سهووالا ۱۰ نفر جمعیت دارد و ۲۴۲ متر بالاتر از سطح دریا واقع شده‌است.